# Lifan 320
Lifan 320 – samochód produkowany przez chińską firmę Lifan od 2008 roku.

## Historia
Według oficjalnej strony marki, model był rozwijany przez trzy lata przez 1000 inżynierów Lifan i 1200 ekspertów motoryzacyjnych z USA, Wielkiej Brytanii, Niemiec, Włoch i Japonii. Na rozwój samochodu przeznaczono ponad sto milionów juanów. Samochód został zaprezentowany w 2008 roku podczas Salonu Samochodowego w Pekinie. Produkcję samochodu uruchomiono jeszcze w 2008 roku. W mediach szeroko zwracano uwagę na podobieństwo modelu do Mini, jednak Lifan zapewnił, że model 320 jest niezależnym projektem.
Od 2011 roku Lifan 320 jest montowany w Czerkiesku przez firmę Derways. Samochód jest eksportowany do takich krajów jak Peru i Rosja (pod nazwą Lifan Smily).
W kwietniu 2012 roku zaprezentowano odnowioną wersję modelu, którą początkowo zamierzano sprzedawać jako Lifan 320. Samochód ten pojawi się jednak na rynku w drugiej połowie 2013 roku jako Lifan 330.

## Wersje
Pojazd jest dostępny w sześciu wersjach wyposażenia. Najtańsza wersja, LX, kosztuje 36 900 juanów. Jest ona wyposażona standardowo w halogeny, przednie i tylne lampy przeciwmgielne, elektrycznie sterowane lusterka zewnętrzne i szyby boczne, radio, cztery głośniki, klimatyzację, systemy ABS i EBD, system przypominający o zapięciu pasów, blokadę zamków w tylnych drzwiach oraz absorbującą energię kolumnę kierownicy. Wersja LX2 (koszt 38 900 juanów) jest dodatkowo wyposażona w ogrzewanie tylnej szyby, centralny zamek, automatyczne zamykanie drzwi przy określonej prędkości, system EAS i pilota. W wersji LX1 (za 40 900 juanów) znajdują się ponadto wycieraczka tylnej szyby i przednie poduszki powietrzne.
W 2011 roku samochód, obok wersji LX, LX2 i LX1, zaczął być sprzedawany z bezstopniową skrzynią biegów w trzech wersjach wyposażenia. Dostępna za 46 900 juanów wersja Standard odpowiada wyposażeniem wersji LX. Wersja Luxury, która kosztuje 49 900 juanów, jest dodatkowo wyposażona w wycieraczkę tylnej szyby, ogrzewanie tylnej szyby, centralny zamek, przednie poduszki powietrzne, automatyczne zamykanie drzwi przy określonej prędkości, system EAS i pilota. Dostępna jest także wersja Premium w cenie 52 900 juanów.

## Dane techniczne
Jedyny dostępny silnik, o kodowym oznaczeniu LF479Q3, powstał przy współpracy z Toyotą i zaliczył testy niezawodności (ciągła praca przez 500 godzin) oraz testy pracy przy bardzo niskiej i bardzo wysokiej temperaturze. Ta jednostka R4 z rozrządem DOHC ma pojemność 1342 cm³ i rozwija moc maksymalną 89 KM przy 6000 obr./min. Maksymalny moment obrotowy wynosi 110 Nm przy 3500-5000 obr./min. Samochód przyspiesza od 0 do 100 km/h w 14,5 s i osiąga maksymalną prędkość 155 km/h. Przy prędkości 90 km/h spalanie wynosi 4,5 l na 100 km. Napęd jest przenoszony na przednią oś za pośrednictwem manualnej pięciobiegowej lub bezstopniowej skrzyni biegów.
Przednie i tylne zawieszenie stanowiły kolumny MacPhersona. Przednie hamulce były tarczowe, a tylne – bębnowe.